# São Pedro dos Crentes
São Pedro dos Crentes este un oraș în unitatea federativă Maranhão (MA), Brazilia.